# Ménandre (gnostique)
Pour les articles homonymes, voir Ménandre (homonymie).
Ménandre est le chef d'une secte de Gnostiques du Ier siècle, disciple de Simon le Magicien. Il eut des disciples en surtout en Samarie.
Ménandre, comme Simon, comme plus tard Apollonius de Tyane, prétendait être envoyé de Dieu. Il ne reconnaissait pas Jésus-Christ pour tel. Simon le Magicien se faisait appeler la Grande Vertu ; Ménandre soutint que la Grande Vertu était encore inconnue, et que lui, Ménandre, était seul chargé de la révéler aux hommes. Un assez grand nombre de Samaritains et de gens des pays voisins acceptèrent cette croyance. Ce n’était pas proprement une hérésie chrétienne ; mais ces doctrines furent amalgamées plus tard au christianisme par les gnostiques.
Les ménandriens croyaient que l’Intelligence supérieure (Ennoïa) forma tout le monde intelligible et tout le monde sensible par voie d’émanations successives de génies de moins en moins purs à mesure qu’ils s’éloignaient de l’Être absolu. Ce sont ces génies que Valentin et les autres gnostiques appelèrent plus tard des éons. 
Ménandre administrait le baptême en son propre nom ; il l’appelait une résurrection et lui attribuait la
propriété de donner une jeunesse perpétuelle et l'immortalité, ce qui provocait les théologiens catholiques à le refuter et à relever l'inconsistance de sa doctrine au premier décès survenu dans son église.
Saint Justin, martyr au milieu du IIe siècle, se plaint qu’il se trouve des ménandriens à Antioche. C’est, probablement, la dernière mention qui soit faite de cette secte.

## Source
« Ménandre (gnostique) », dans Pierre Larousse, Grand dictionnaire universel du XIXe siècle, Paris, Administration du grand dictionnaire universel, 15 vol., 1863-1890 [détail des éditions].